# 오클라호마주
오클라호마주(영어: State of Oklahoma)는 미국의 주이며 미국의 중남부 지역에 속한다. 동쪽으로 아칸소주와 미주리주, 북쪽으로 캔자스주, 북서쪽으로 콜로라도주, 서쪽으로 뉴멕시코주, 남쪽으로 텍사스주와 접한다. 면적은 미국에서 20번째로 크고, 인구는 28번째로 많으며, 인구밀도는 35번째로 높다. 오클라호마주의 이름은 미국 원주민 촉토 족의 "오클라 훔마"(okla humma)라는 문구에서 파생했으며 이는 '붉은 사람들'을 의미한다. 연방에 가입하기 전에는 오클라호마 준주와 인디언 준주로 구분했으나 1907년 11월 16일 준주를 합치고 연방에 46번째로 가입하면서 연방에 속한 주가 되었다. 이 주의 주도는 오클라호마시티로 주에서 가장 큰 도시이며, 주의 중요한 북부 도시인 털사가 있다.
오클라호마주는 천연가스와 원유의 주생산지이고 항공학, 에너지학, 전자통신기술과 생명공학기술 산업이 발달했다. 또한 이 주는 미국 전역에서 가장 빠르게 경제성장을 이루는 주 중 하나며 2005년부터 2006년까지 1인당 소득이 7.6% 상승해 50개 주 중에서 3위를 기록하였다. 오클라호마주에서 가장 큰 도시 2개에 속하는 오클라호마시티와 털사의 대도시권 인구를 합하면 2011년 기준 2,225,015명으로 주 전체 인구의 60%에 육박한다.
오클라호마주에는 작은 산맥과 큰 숲, 프레리 등이 존재하며 주는 북아메리카 중부 대평원인 그레이트플레인스의 남부에 해당한다. 주내에서는 25개가 넘는 미 원주민 언어를 사용하며 주의 미주 원주민 인구는 캘리포니아주에 이어 미국에서 2위이다. 오클라호마주는 미국 중남부와 남동부를 잇는 복음주의가 널리 퍼진 바이블 벨트에 해당하며 이러한 배경으로 보수적인 주에 속한다. 그 예로 1952년부터 2012년까지 16차례에 걸친 미국 대선에서 공화당 소속후보보다 득표율이 높았던 민주당 후보는 1964년의 린든 B. 존슨밖에 없었다.

## 어원

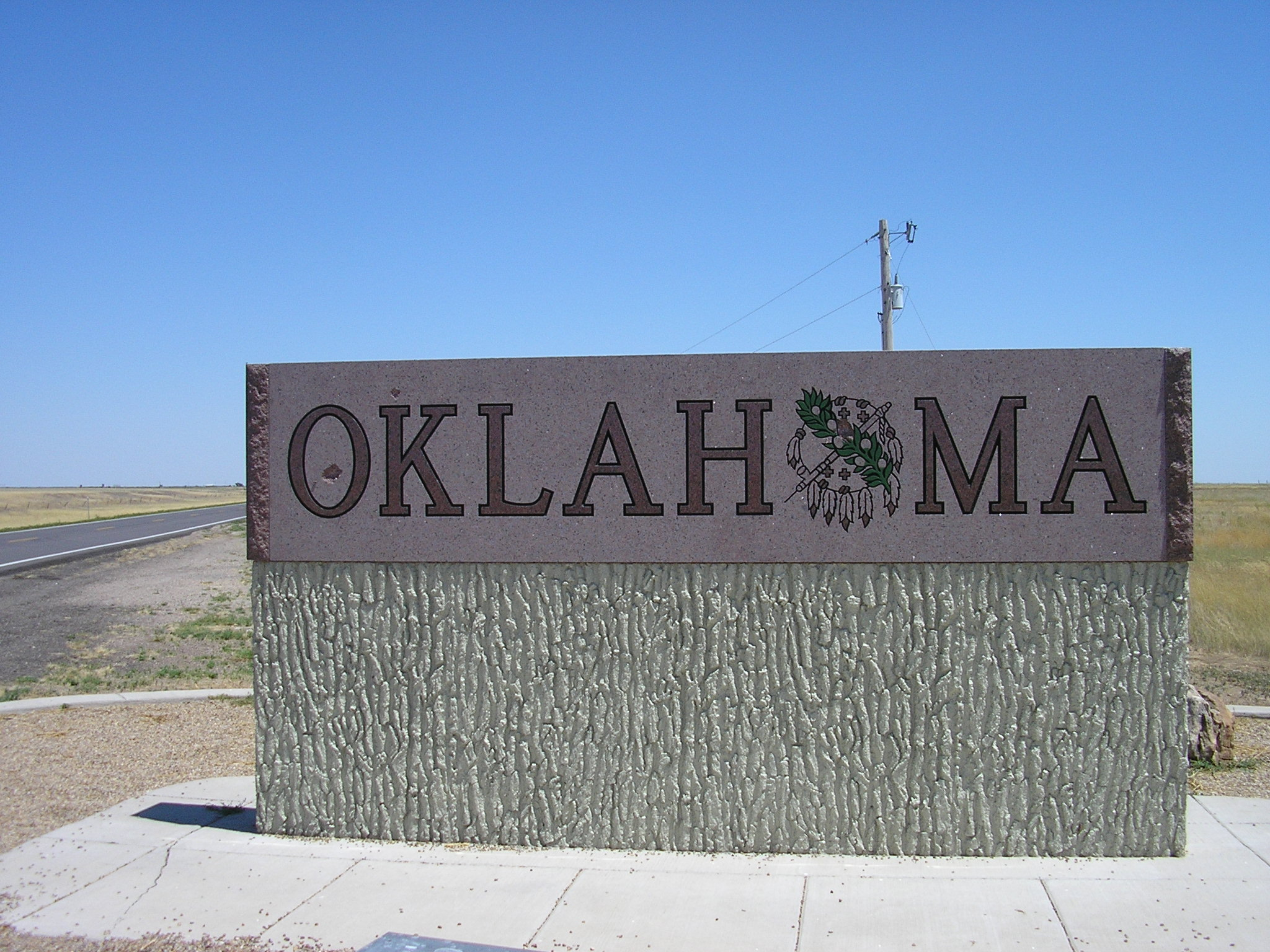
오클라호마 팬핸들에 위치한 주 경계석

오클라호마주의 이름은 촉토 족 언어로 "붉은 사람들"을 의미하는 "오클라 훔마"(okla humm)에서 파생했고 이 문구는 촉토 족에게 아메리카 원주민 족 전체를 나타내는 의미였다. 당시 촉토 족 족장이었던 앨런 라이트 (Allen Wright)는 1866년 연방정부와 함께 당시 인디언 준주의 명칭을 정할 때 이 문구를 제안하였다. 이 이름은 나중에 한 준주의 이름으로 사용했고, 오클라호마 준주라고 불렀다. 제안하고 24년 후인 1890년, 백인들에게 영토를 개방한 지 2년 후에 공식적으로 승인을 완료했다.

## 지리

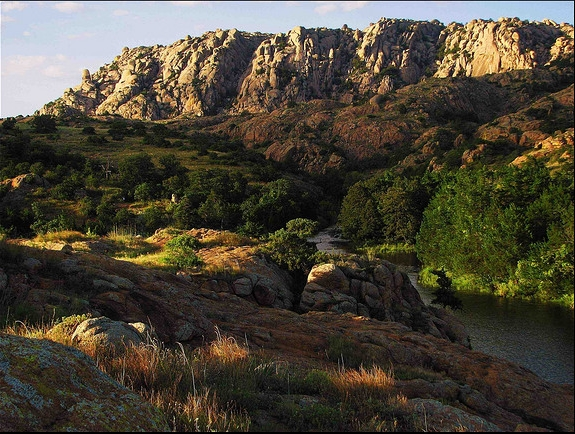
위치토 산맥의 엘크 산

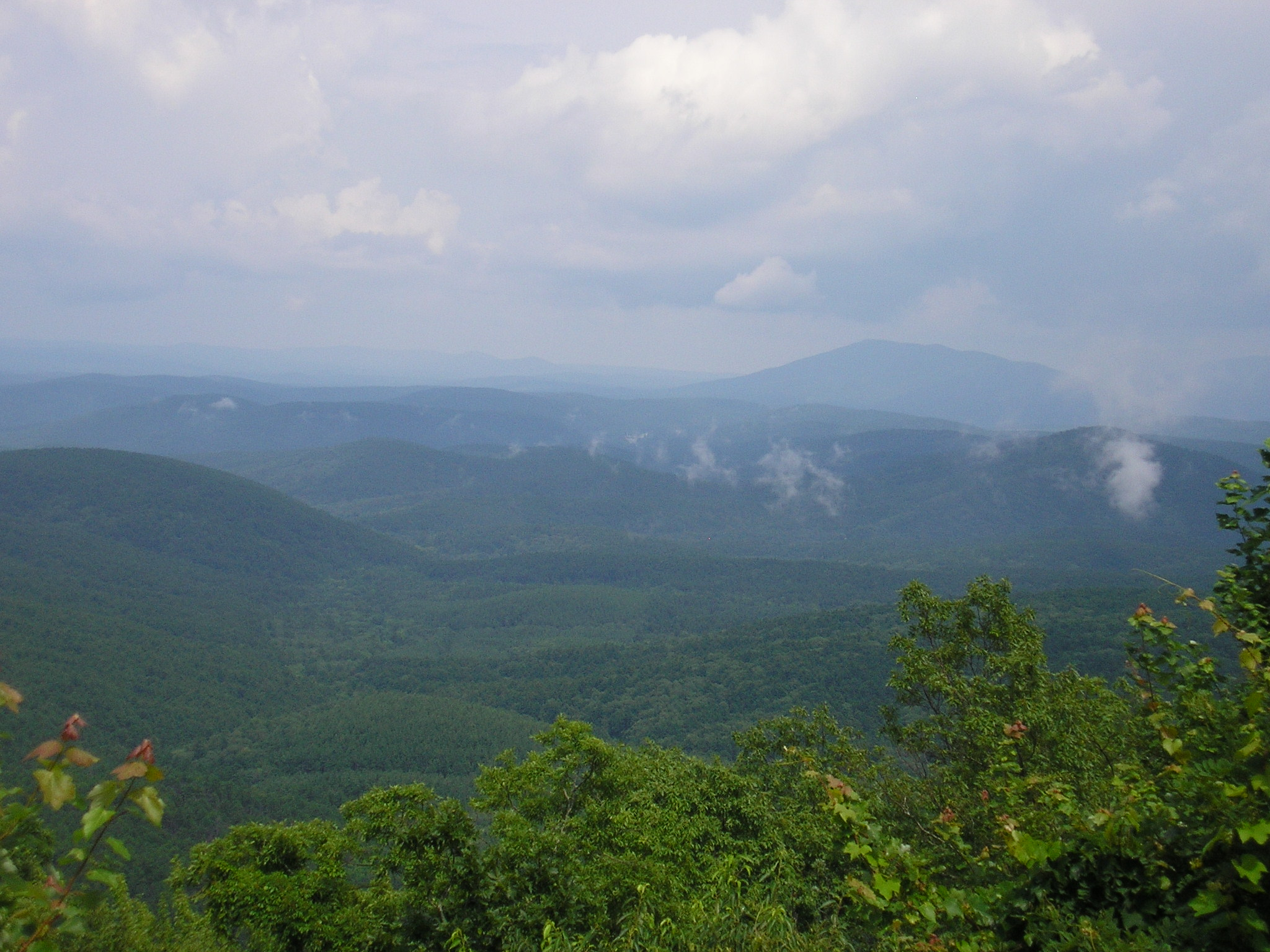
와시타 산맥

오클라호마주는 181,035 제곱 킬로미터 (69,898 제곱 마일)의 면적으로 미국에서 면적 순으로 20번째로 크다. 이 중 약 98.2%에 해당하는 넓이가 평지로, 나머지 1.8%는 강과 호수다. 오클라호마주는 세로로 위치한 미국 중부 6개 주 (노스다코타주, 사우스다코타주, 네브래스카주, 캔자스주, 오클라호마주, 텍사스주)가 속해있는 프론티어 스트립 중 남부에 해당되며 대평원인 그레이트플레인스의 남부 지역에 위치해 있다.

### 지형
오클라호마주는 멕시코만의 분수계를 이루는 지역, 그레이트플레인스와 오자크 고원 사이에 위치해있고 이로 인해 북서쪽 경계에서 남동쪽 경계로 이동할수록 고도가 낮아지는, 이른바 서고동저형 지형을 이루고 있다. 주의 최고점과 최저점의 위치는 이러한 방식이 반영되어있다. 최고점은 해발 1,516 m(4,973 ft)의 블랙 메사(Black Mesa)로, 주의 북서쪽에 해당하는 오클라호마 팬핸들 지방에서 가장 북서쪽 지점에 있다. 반면 최저점은 해발 88 m(289 ft)인 아이다벨 근교의 리틀 강으로, 주의 남동쪽 끄트머리에 위치해 있다.
미국에서 자연환경이 다양한 지역으로 손꼽히는 오클라호마주는 전국에서 총 10개가 넘는 생태환경 보존구역으로 지정된 장소가 있는 4개 주 중 하나에 해당하며 이 중 오클라호마는 보존구역이 총 11개가 존재한다. 또한 보존 구역 면적을 주 전체의 면적으로 나눈 수치가 미국에서 제일 높다. 그러나 오클라호마를 동부와 서부로 나누면 이야기가 조금 달라진다. 동부지방은 8개가 있는데 비해 서부지방은 3개만 포함되어 지역간 편차가 크다.
오클라호마주에는 4개 주요 산맥이 있는데 이는 와시타산맥(Ouachita Mountains), 아버클산맥(Arbuckle Mountains), 위치타산맥(Wichita Mountains)과 오자크산맥(Ozark Mountains)으로 구성되어있다. 이 중 와시타산맥과 오자크산맥은 미국 서부 로키산맥과 동부 애팔래치아산맥 사이의 유일하게 주요한 산악지방이다. 주의 동부 지방에 위치한 캐버널 언덕은 높이가 609 m (1,999 ft)로 세계에서 가장 높은 언덕이다. 굳이 언덕으로 부르는 이유는 브리태니커 백과사전이 정의한 산의 고도 기준인 2,000 ft에서 1 ft가 모자라기 때문이다.
오클라호마주에는 이름이 붙여진 하천과 시내만 500개가 넘고 댐 건설로 인하여 새로 만들어진 호수는 200개가 넘어 미국 전역에서 인공호수의 개수로 가장 높은 값을 기록했다. 주의 주요 하천은 텍사스주와 경계를 이루는 레드강(Red River)과 북동부를 관통하는 아칸소강(Arkansas River), 이렇게 두 개가 있다.

### 식물상과 동물상

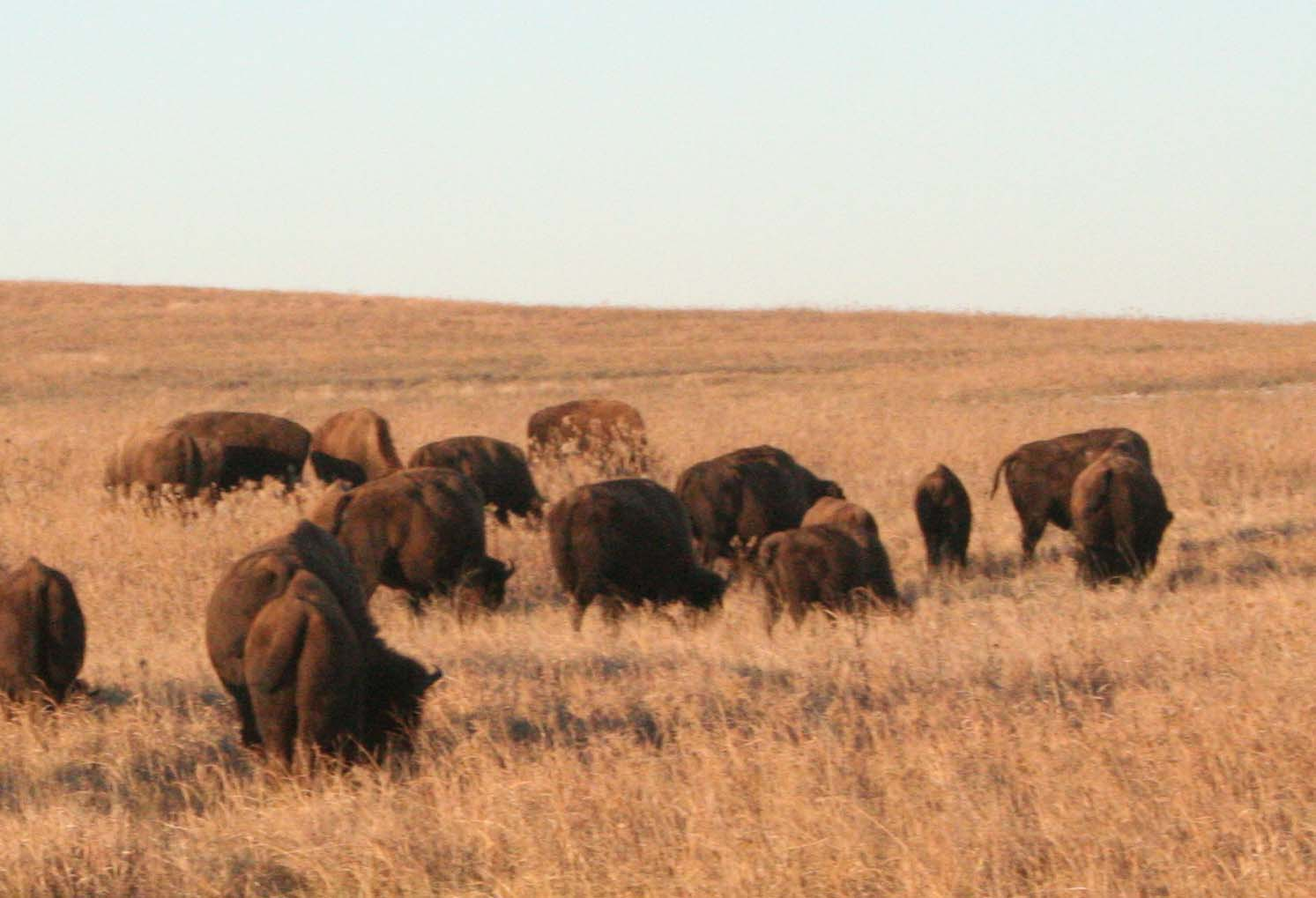
프레리의 아메리카들소

숲은 오클라호마주 전체 면적의 약 24%를 차지하고 프레리와 건조한 지역에서 자라는 짧은 풀, 습기있는 지역에서 자라는 긴 풀로 이루어진 초원이 모두 공존하며 동부와 서부에 걸쳐 11개의 생태환경 보존구역이 있다. 다만 기존에 존재한 대부분의 풀밭이 현재는 농경지로 개간되었다. 짧은 풀과 긴 풀이 모두 존재하는 이유는 강수량의 편차 때문인데 서부 오클라호마는 강수량이 적은 반면 동부지방은 많아서 이러한 결과가 발생했다.
서부지방은 대부분이 관목지로 되어있고 작은 강과 시냇가에 피년 소나무와 삼나무, 향나무와 폰데로사 소나무가 자란다. 동부지방은 늪지대와 습지가 많으며 잎이 짧고 부드러운 소나무, 테다 소나무를 비롯한 낙엽송이 자란다. 또한 참나무, 느릅나무, 삼나무와 소나무숲이 동남부 오클라호마주를 차지한다.
오클라호마주에는 하얀꼬리사슴, 코요테, 스라소니, 말코손바닥사슴, 메추라기, 비둘기, 흰머리수리, 빨간꼬리매 그리고 꿩을 비롯한 여러 새들이 서식한다. 프레리에는 아메리카들소, 오소리, 아르마딜로 등을 흔히 목격할 수 있다. 중부 오클라호마에 위치한 프레리와 삼림지대의 경계에는 351종의 척추동물이 살고 있으며 와시타 산맥에서는 아메리카흑곰, 붉은여우, 회색여우와 민물에서 서식하는 수달들이 다수 존재하고 총 328종의 척추동물들과 공존하고 있다. 동남부 오클라호마주에서는 아메리카악어도 실존한다.

### 보호지

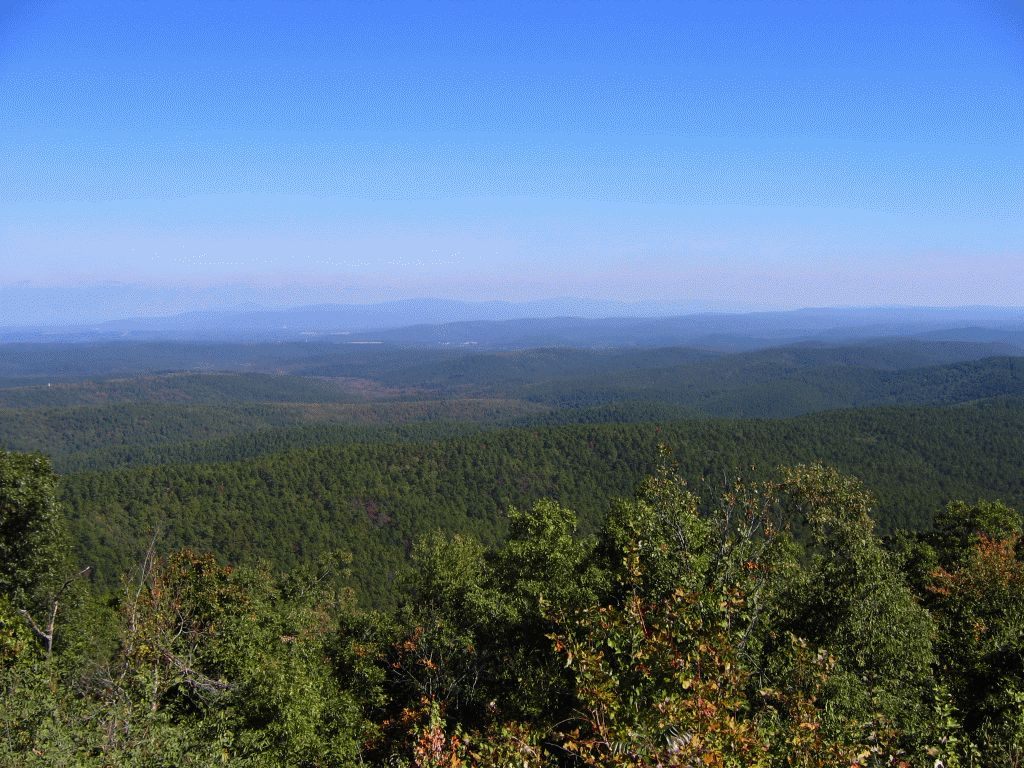
와시타 국립 삼림지대

미국 남부에서 가장 오래된 국립 삼림지대인 서부의 와시타 삼림지 (Ouachita National Forest)를 포함하여 오클라호마주의 숲 중 약 6%에 해당하는 곳이 공공지다. 북중 오클라호마에 위치한 톨그래스 프레리 보호지 (Tallgrass Prairie Preserve)는 그 크기가 158 제곱킬로미터에 달해 전 세계에서 가장 큰 톨그래스 프레리로 알려져있다. 그러나 이 보호지는 기존의 14개 주에 걸쳐있는 톨그래스 프레리의 10%도 되지 않는 면적이다. 또한 블랙케틀 국립 초원 (Black Kettle National Grassland)은 남서부 오클라호마의 127 제곱킬로미터 부분을 차지하고 주의 9개 야생보호구역 중 가장 오래되고 크기도 가장 큰 위치타 산맥 야생보호구역 (Wichita Mountains Wildlife Refuge)는 1901년에 지정되어 238.8 제곱킬로미터의 영역을 관장한다.

### 기후

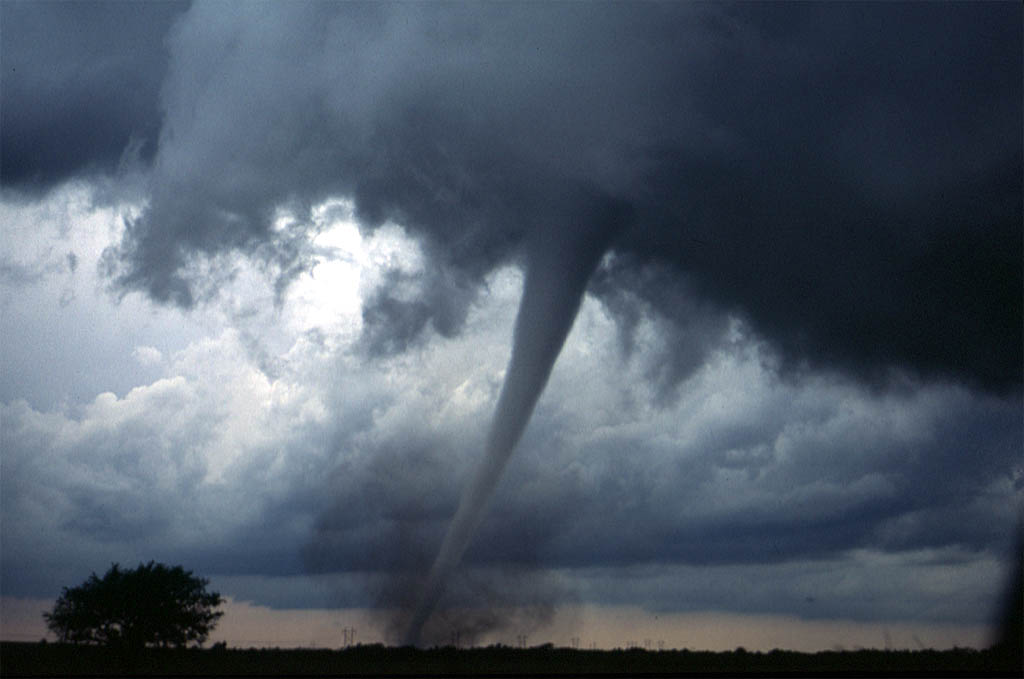
서부 오클라호마의 토네이도

중서부 오클라호마주는 미국에서 토네이도가 가장 많이 발생한다는 지역인 토네이도 앨리에 속하며 연간 54개의 토네이도가 주를 강타한다. 이 수치는 전 세계에서 가장 높은 기록 중 하나에 속한다. 실제로 1950년부터 2009년까지 관측한 결과 오클라호마주는 텍사스주와 캔자스주에 이어 토네이도 발생수 3위에 랭크되었다.
오클라호마주의 날씨는 아주 짧은 시간과 거리에 따라 천차만별적으로 차이가 난다. 그 예로 1911년 11월 11일, 주도인 오클라호마시티의 최고기온은 28 °C를 기록했고 최저기온은 -8 °C가 관측되었는데 이 두 수치는 역대 11월 11일 기온 중 가장 높았고 낮은 온도여서 11월 11일의 최고기온과 최저기온의 기록이 동시에 수립된 상당히 이례적인 일이 발생했다.
동부 오클라호마는 쾨펜의 기후 구분표의 온난 습윤 기후인 Cfa에 속하는 반면 서부 오클라호마는 스텝 기후인 Bsk에 속해 양 지역간 기후가 다르다. 동부는 멕시코만에서 유입되는 수증기로 연간 강수량이 1,420 mm, 연평균 기온은 17 °C가 기록된다. 그러나 서부는 430 mm에 14 °C가 기록되는 것으로 보아 기온은 크게 차이가 나지 않으나 강수량은 크게 다르다는 것을 알 수 있다.
오클라호마주 전역은 여름에 38 °C가 넘는 고온현상과 겨울에 -18 °C 이하로 떨어지는 저온현상을 자주 겪게 된다. 적설량은 남부 텍사스주와 경계하는 부근의 10 cm부터 북서부 콜로라도주, 뉴멕시코주와 맞닿는 팬핸들 지역의 51 cm까지 지역에 따라 차이가 난다. 현재 오클라호마주에서 관측된 고온극값은 1994년 6월 27일 기록된 49 °C고 저온극값은 2011년 2월 10일 관측된 -35 °C이다.

## 역사

### 20세기 전

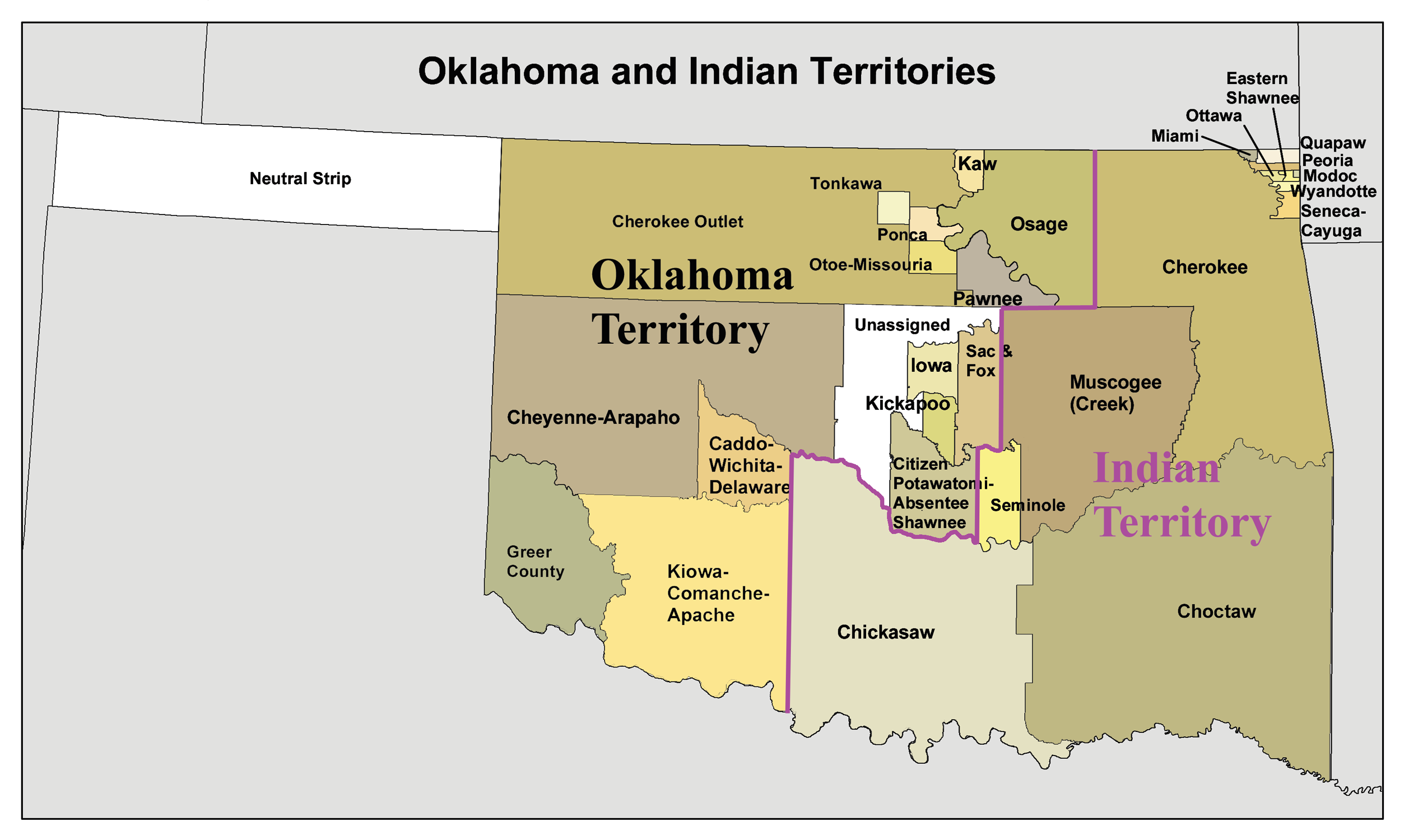
오클라호마 준주와 인디언 준주

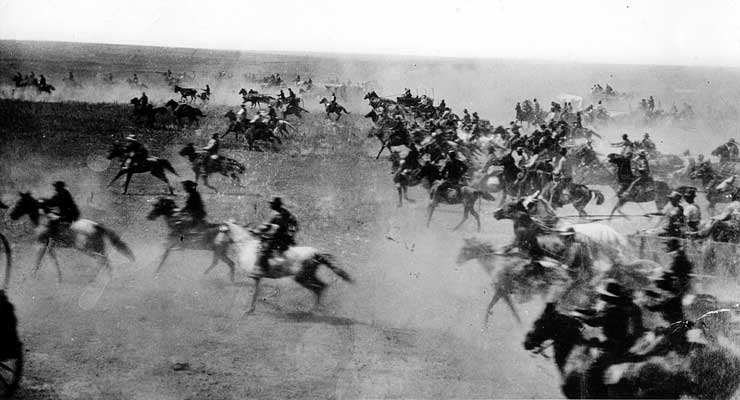
1889년의 오클라호마 랜드 러시

최후의 빙하기가 끝난 직후 원시인들이 오클라호마주를 통과했다는 증거가 존재하나 최초의 영구적 거주자들은 850년부터 1450년경 사이에 아칸소주 접경 지역에서 왔다고 추정한다. 1541년에는 스페인 사람인 프란시스코 데 코로나도 (Francisco Vásquez de Coronado)가 이 지역을 여행했으나 18세기에 프랑스 탐험가들이 이곳을 차지했다. 이곳은 1803년, 미국의 루이지애나 매입으로 미국 영토가 되기까지  프랑스 영토였다.
19세기에는 수많은 인디언들이 자기가 살던 고향을 떠나 현재 오클라호마주와 그 주위 지역에 강제 이주했다. 그 중 촉토족은 문명화된 다섯 부족 가운데 제일 먼저 강제로 이동했다. 그 결과로 촉토족은 본고장이었던 미국 남동부에서 거의 사라졌다. 이 때, 1831년에 촉토족이 고향에서 오클라호마로 이동한 길을 눈물의 길로 칭하지만 지금은 체로키족이 강제적으로 이전당했던 길로 일컫는다. 촉토 족 이주 후 약 1만 7천명에 이르는 체로키족이 - 그들이 소유하던 2천명의 흑인 노예들과 함께 - 그들의 고향을 떠났다. 1890년까지 30족이 넘는 인디언들이 인디언 준주에 강제 이주하였다.
1861년, 미국 남북 전쟁이 발발한 후 많은 인디언들이 미국군 (북군)과 아메리카 남부 연합군 (남군)에 소속되어 전쟁에 참가했다. 오클라호마에서 노예제는 남북 전쟁을 종전한지 1년 후인 1866년에 완전폐지하였다. 1866년부터 1899년에 이르는 기간동안 텍사스주의 많은 소 목장에서 미국 동부에 물량을 빨리 공급하기 위하여 캔자스주에 위치한 철도에 접근했다. 목장주는 스스로 카우보이가 되어 캔자스 주까지 이동하거나 인디언 준주에 불법으로 정착하는 수밖에 없었다. 1881년에는 4개에서 5개에 달하는 소떼들이 인디언 준주를 통과하였다.
인디언 준주에 정착하는 백인들의 수가 많아지자 미국 정부는 1887년, 도스법을 통과시켜 각 인디언 부족이 소유한 토지를 한 가족분으로 분할해 농사를 장려했고 토지소유권을 부여했으나 남는 토지는 미국 정부가 강제로 사들였다. 정부는 다시 철도 회사에게 땅을 팔았고 회사는 이를 사들여 결과적으로 철도 회사는 원래 인디언 부족 지역의 절반에 가까운 땅을 차지했다.
도스법 통과로 빈땅이 대거 늘어나자 1889년에는 대대적으로 수많은 백인들이 인디언 준주에 몰려들었다. 그러나 이 빈 땅은 정시에 사람들이 출발하여 구역으로 나눈 땅에 표시한 사람에게 그 구역 땅을 주는, 이른바 선착순 제도로 사람들에게 나누었다. 더 큰 땅을 소유하고 싶은 사람들은 정시에 시작하기 전에 몰래 경계를 넘어가 좋은 땅에 숨었다가 선착순을 시작하면 마치 막 도착한 것처럼 깃발을 꽂아 땅을 차지하기도 했다. 여기에서 더 먼저 경계를 넘으면, 더 먼저 큰 땅을 가진다는 말이 생겨났고 더 먼저라는 뜻의 영어 단어, 'sooner'에 뒤에 사람의 복수형을 의미하는 접미사 '-s'을 붙여서 'sooners'라는 단어가 탄생했다. 이 단어는 현재 오클라호마 주민들을 뜻하는 애칭으로 통용하고 주의 별명으로 사용한다.
인디언 준주와 오클라호마 준주 지역을 19세기 말 주(州)로 승격시키자는 물결이 일었고 두 준주를 합병하고 하나의 주로 연방에 가입하였다.

### 20세기 후

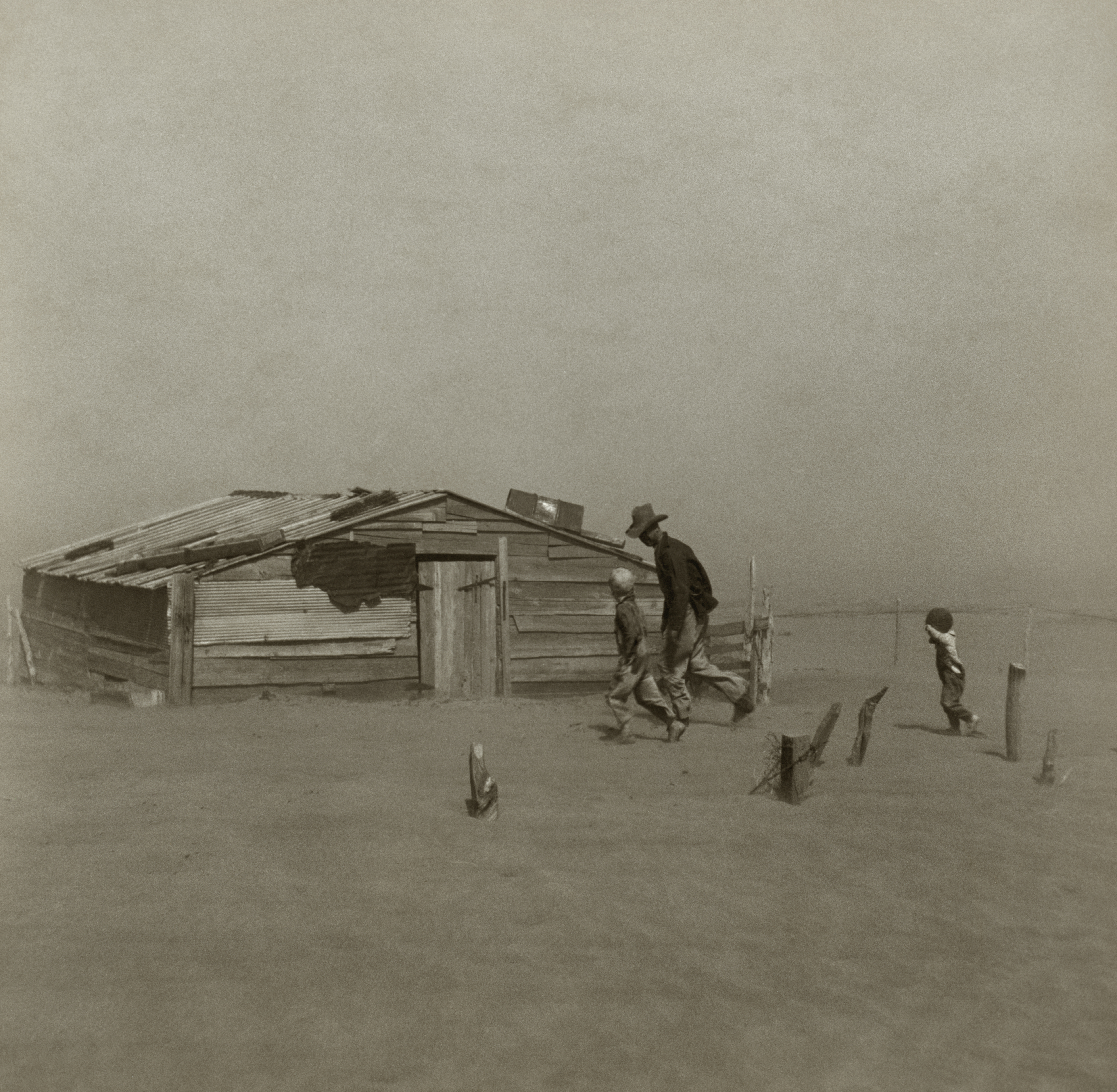
1930년대의 더스트볼

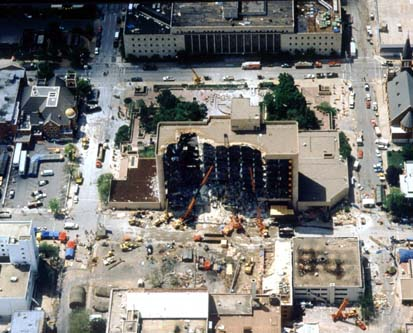
오클라호마 폭탄 테러

초기에는 인디언 준주와 오클라호마 준주를 합쳐서 인디언들만이 거주하는 주를 만들 계획이었고 이 주의 이름을 '시쿼야(Sequoyah)'라고 명명하기로 하였다. 그러나 1905년의 시쿼야 주 회의에서 오클라호마주를 세우는 기반을 닦았고 2년 후 1907년 11월 16일, 1896년 유타주가 미국 연방에 45번째로 가입한지 11년 만에 46번째로 가입한 주가 되었다. 오클라호마주는 20세기 들어 미국 연방에 가입한 최초의 주이기도 하다.
오클라호마주는 주의 곳곳에서 원유가 매장되어있다는 것이 발견된 후 인구와 부가 동시에 늘어 원유 산업의 번창하는 중심지가 되었다. 주의 북동부 중심도시인 털사는 '20세기 원유의 수도'라고 불리었고 원유에 대한 많은 투자가 오클라호마주의 초기 경제를 이끌었다. 1927년, 오클라호마 사업가인 사이러스 에브리 (Cyrus Avery)가 텍사스주의 애머릴로와 털사를 잇는 국도 제66호선을 건설하자고 제안했고 이는 곧 받아들여졌다. 나중에 국도 제66호선은 서쪽으로 태평양에 이르는 캘리포니아주 샌타모니카까지, 동쪽으로는 미시간호와 인접하는 일리노이주 시카고까지 각각 연장되어 미국 서부 개척의 중심 역할을 수행했다.
오클라호마주는 부유한 흑인 역사를 가지고 있다. 20세기 초반에는 주에 많은 흑인 마을이 생겨났는데, 이는 북쪽의 캔자스주에서 유입된 흑인 정착민들이 대거 남하하여 일어났다. 정치가 에드워드 맥케이브 (Edward P. McCabe)는 당시 인디언 준주였던 그 곳에 흑인들이 몰려드는 것을 크게 장려하여 제26대 대통령이었던 시어도어 루스벨트와 상의해 앞으로 가입하게 될 오클라호마주의 인구를 흑인이 대다수 차지하게 만드는 방안까지 검토했다. 이런 정책때문에 털사에는 아프리카계 미국인 사회가 크게 발달하게 되었다.
1915년, 제2차 쿠 클럭스 클랜 운동이 일어나 사회에 긴장을 조성했다. 6년 후 1921년에 털사에서 털사 인종 폭동 (Tulsa Race Riot)이 발생해 많은 피해를 냈다. 이 사건은 흑인에 대한 백인의 공격이 원인이 되었으며 16시간이 지나서야 진압되었고 털사의 35개 구역과 300명에 가까운 사망자, 180만달러에 이르는 피해액을 남겨 미국 역사에서 재산피해 순으로 피해가 컸던 인종 폭동 중 하나로 꼽힌다.
1930년대에는 오클라호마 팬핸들과 텍사스 팬핸들 지역, 그리고 이곳과 인접한 뉴멕시코주, 콜로라도주, 캔자스주 등지에서 가뭄과 강풍이 동시에 지속되는 더스트볼 (Dust Bowl)이라는 기현상이 발생하여 40만 제곱 킬로미터의 농토가 황폐화되었다. 피해를 당한 지역의 거주민들은 다른 지방으로 이주해가 인구가 급속도로 감소했다. 1934년과 1936년에 특히 심했던 더스트볼은 1934년 11월에 상공으로 올라간 흙과 모래가 미국 동부 지역으로 이동해 대서양과 인접한 지역에서는 붉은 눈이 내리기도 하였다. 주에서 인구조사가 20년만에 이루어진 1950년에, 오클라호마주에서는 인구가 6.9%가 감소해 기록적인 감소율을 보였다.
더스트볼 이후 토양과 급수 보존 프로젝트가 주에 많은 변화를 가져왔다. 어마어마하게 많은 홍수 조절 시설과 댐 등을 짓다보니 저수지와 인공호수도 같이 건설되어 1960년대에 이르러서는 오클라호마주에 200개가 넘는 인공호수가 존재하게 되었다. 이는 미국 전체에서 가장 많은 양을 나타낸다.
1995년, 오클라호마시티는 미국역사상 최악의 테러 표적지가 되었다. 1995년 4월 19일, 오클라호마주의 주도인 오클라호마시티 앨프리드 P. 뮤러 연방정부청사에서 오클라호마 폭탄 테러가 발생하면서 19명의 어린이를 포함해 총 168명이 사망하는 사고가 일어났다. 이 사건이 일어난 후 당시 제42대 대통령이었던 빌 클린턴이 오클라호마시티를 방문해 추모 연설하고 미국의 모든 연방정부청사 건물의 깃발을 30일동안 조기로 내걸것을 지시했다. 이 폭탄 테러는 6년 후 2001년에 뉴욕에서 9·11 테러가 발생하기 전까지 미국 전역에서 가장 심각한 테러 사건으로 남았다. 테러의 주동자는 티머시 맥베이 (Timothy McVeigh)와 테리 니콜스 (Terry Nichols)였고 이 두 사람 중 맥베이는 사형을 선고받아 2001년 6월 11일, 형이 집행되었으며 니콜스는 가석방이 되지 않는 종신형을 선고받았다.

## 경제

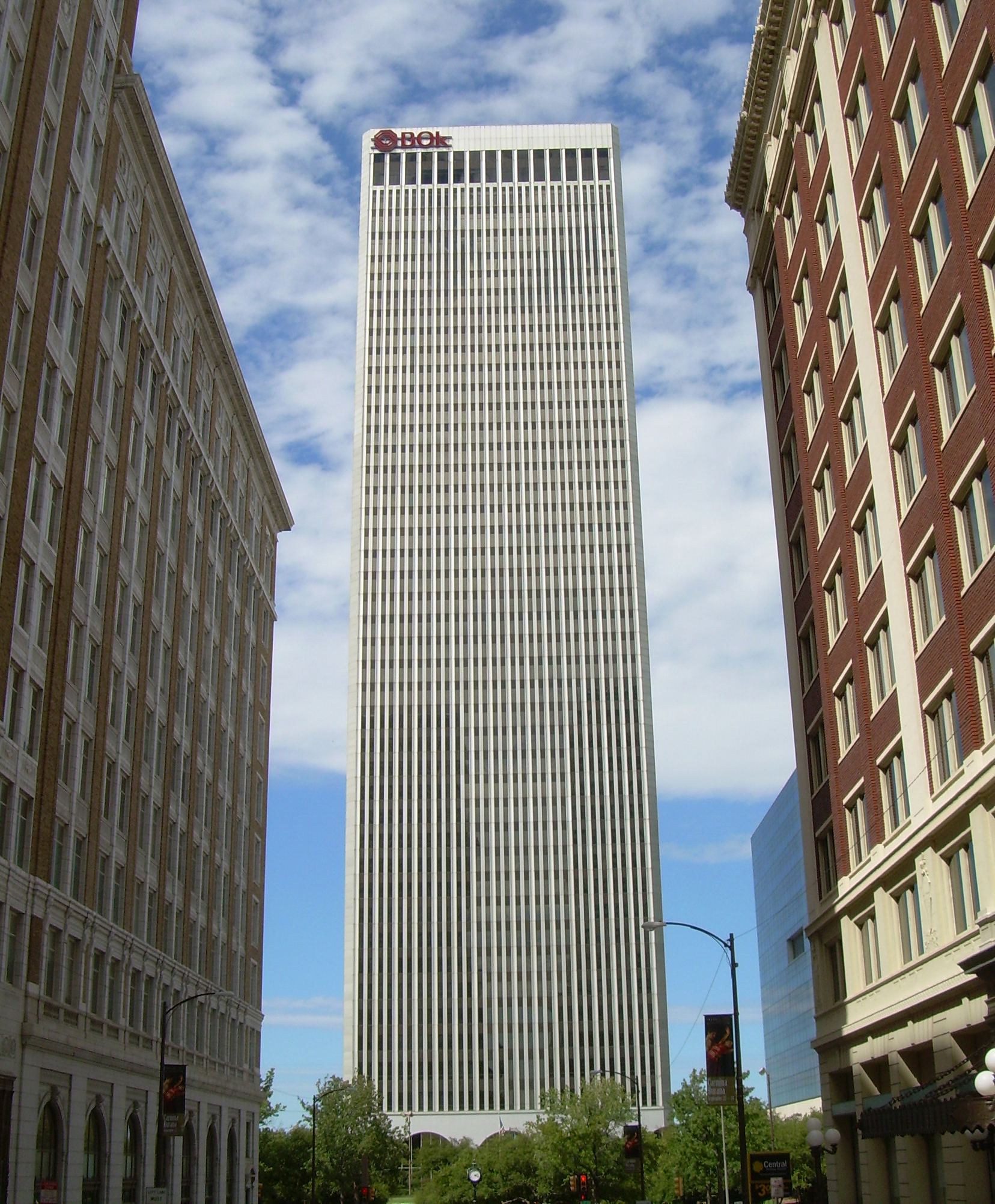
털사의 BOK타워

항공학, 에너지, 운송장비, 식품가공, 전기, 원격통신산업 등을 기반으로 한 오클라호마주는 천연가스와 비행기, 식품의 중요한 생산자 역할을 담당하고 있다. 주는 미국 전역에서 천연가스 생산량으로 7위, 밀 생산량 5위와 농업생산성 분야에서 27위를 기록했다. 또한 잡지인 포춘 500에 실린 회사들 중 4개 회사의 본사가 오클라호마주에 위치해있다. 2007년을 기준으로 하여 주는 전국에서 7번째로 세금 부과율이 낮아 기업이 진출하기에 적합한 곳으로 평가받았다.
오클라호마주의 총생산량은 2006년 1319억달러에서 2010년에는 1475억달러가 되어 10.6% 정도 상승했다. 단 1인당 생산량은 35,480 달러에 그쳐 전국에서 40위에 머물렀다. 여태까지 원유 생산은 주의 경제에 큰 영향을 미쳤으나 1980년대 석유의 공급 과잉으로 인하여 1980년부터 2000년까지 이 직종의 종사자 약 9만명이 해고당하는 등 지역 경제가 크게 악화되었다. 그러나 아직도 원유 산업은 강세를 보여 2007년 기준 원유 산업 종사자의 수가 다른 5개의 직업을 가진 사람들보다 더 많았다. 원유 산업으로 인한 창출 액수는 350억 달러 정도였다. 2011년 8월, 오클라호마주의 실업률은 5.6%로 나타났다.

### 에너지
미국에서의 중요 석유 생산지인 오클라호마주는 전국에서 원유 생산량으로 5위에 랭크되어있고 천연가스 생산량은 3위, 석유 굴착장비의 수(數)로 2위, 원유 저수지는 5번째로 많다. 풍력에너지 수용력은 8위를 차지했으나 재생에너지를 사용하는 주민은 주에서 단 6%에 지나지 않아 전국에서는 하위권에 머무르고 있다. 자연히 나머지 94%는 화석에너지를 사용한다는 의미를 나타내며 이중 25%는 석탄으로, 46%는 천연가스를 사용한다. 2009년에는 1인당 에너지 소비량이 13위에 달했으나 에너지 값은 전국에서 8번째로 낮았다.
위에서도 말했듯이 원유 산업은 주의 총생산량 중 약 350억 달러 정도를 차지한다. 2009년을 기준으로 약 83,700개의 유정에서 6537만 4000 배럴의 원유를 생산한다. 또한 미국의 천연가스 중 8.5%를 오클라호마주에서 공급한다.

### 농업
전국에서 27번째로 농업 생산성이 높은 지역인 오클라호마주는 소와 밀 생산량으로 동일한 5위에 기록되었다. 미국산 쇠고기 중 약 5.5%에 해당하는 양이 오클라호마주에서 생산된 것이며 밀은 6.1%, 돼지고기와 관련된 식품은 4.2%, 유제품은 2.2%를 각각 차지한다. 2005년에 오클라호마주에는 약 83,500개의 농장이 있었으며 이와 관련해 주의 총생산량 중 약 43억달러를 기여했다.

## 주민
| 인구조사                            | 인구      | Note | %±     |
| ----------------------------------- | --------- | ---- | ------ |
| 1890년                              | 258,657   |      | —      |
| 1900년                              | 790,391   |      | 205.6% |
| 1910년                              | 1,657,155 |      | 109.7% |
| 1920년                              | 2,028,283 |      | 22.4%  |
| 1930년                              | 2,396,040 |      | 18.1%  |
| 1940년                              | 2,336,434 |      | −2.5%  |
| 1950년                              | 2,233,351 |      | −4.4%  |
| 1960년                              | 2,328,284 |      | 4.3%   |
| 1970년                              | 2,559,229 |      | 9.9%   |
| 1980년                              | 3,025,290 |      | 18.2%  |
| 1990년                              | 3,145,585 |      | 4.0%   |
| 2000년                              | 3,450,654 |      | 9.7%   |
| 2010년                              | 3,751,351 |      | 8.7%   |
| 2020 (추산)                         | 3,980,783 |      | 6.1%   |
| U.S. Decennial Census 2019 Estimate |           |      |        |

2000년 미국 인구 조사국은 오클라호마주의 인구가 3,450,654명이라고 보고하였다. 주의 인구는 1990년으로 본 3,145,585명에서 대략 10 퍼센트나 증가하였다. 2000년 조사국에서는 오클라호마주는 50개의 주들 중에 인구에서 27위라고 밝혔다.
주 인구의 대부분은 주의 남서부에서 북동부로 이어지는 회랑 지대에 집중되어 있다. 이 회랑 지대는 주의 4개의 메트로폴리탄 지역들 중에 3개를 포함한다. 이 지역들은 오클라호마시티, 털사와 로턴이다. 4번째 메트로폴리탄 지역은 포트스미스, 아칸소에 기지를 두고 오클라호마주의 동중부의 일부로 뻗어간다.
오클라호마주에는 20,000명 이상의 인구 규모 도시가 대략 20개가 있다. 이 도시들의 대부분은 오클라호마시티와 털사의 근처에 있다. 오클라호마시티는 산업과 교역의 중심지이다. 털사는 석유 개발 도시로 1800년대에 크리크 족 인디언의 마을로서 시작되었다. 이 도시는 1900년대 초반에 레드포크 근처에서 석유가 발견된 후 성장하였다. 주의 3번째로 큰 도시 노먼은 오클라호마 대학교의 본고장이다. 로튼은 이웃하는 군사의 중심지 포트실과 밀접한 관계이다.
오클라호마주의 가장 큰 인구는 미주 원주민과 유럽 계통의 주민들이다. 다른 규모의 인구는 히스패닉과 아프리카계 미국인을 포함한다.